# Línia 70 (EMT València)

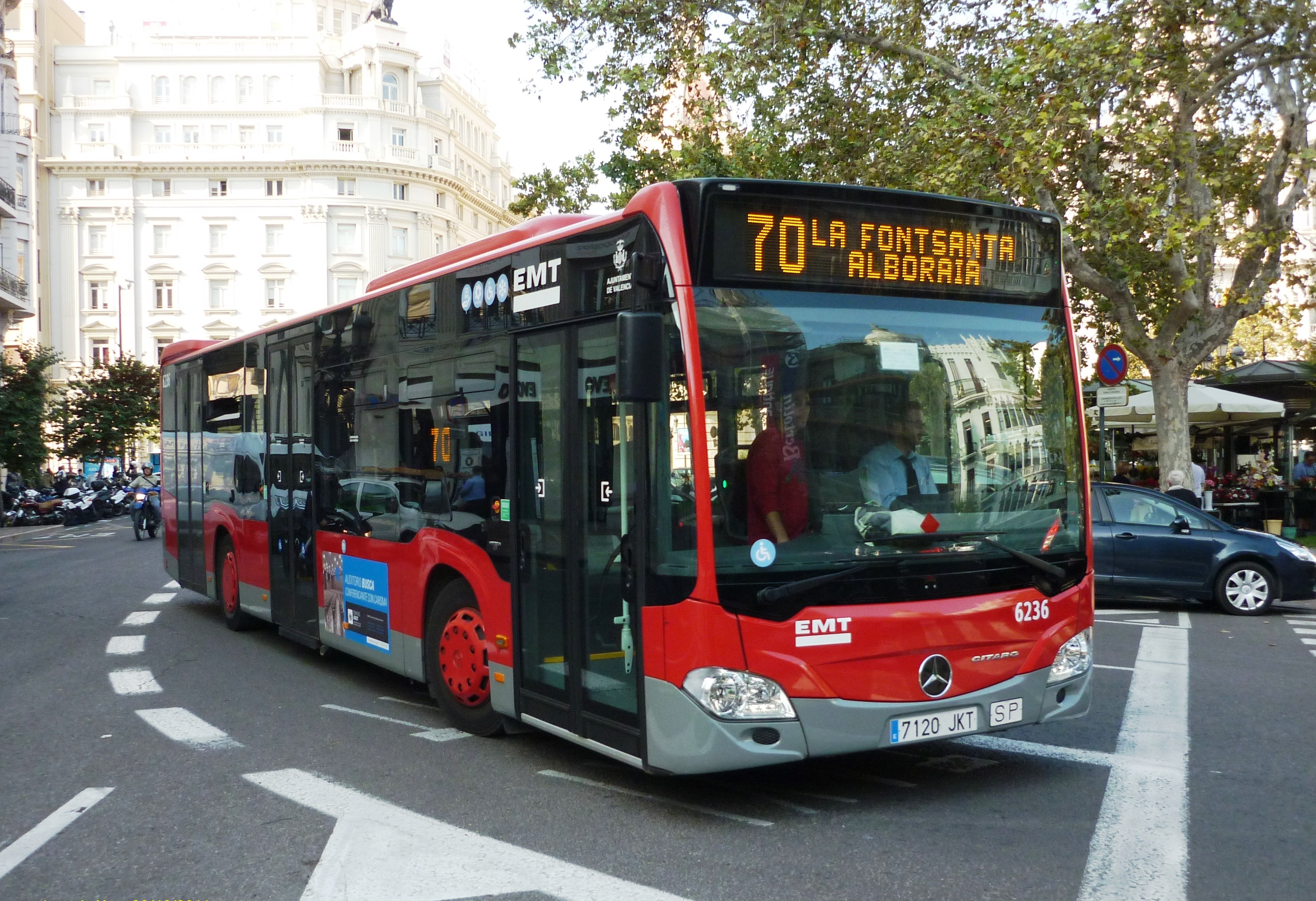
Autobús en servei de la línia 70.

La línia 70, també anomenada La Fontsanta - Alboraia, és una línia d'autobusos de l'Empresa Municipal de Transports de València (EMT) que enllaça el barri de La Fontsanta, al districte de L'Olivereta, amb el barri del Palmaret, al municipi d'Alboraia, a l'Horta Nord.

## Història
La línia s'inaugurà el 1964. El 1966, el seu recorregut unia només l'avinguda del Baró de Càrcer (actual avinguda de l'oest) des del carrer de Conca fins a l'avinguda del Cid. No fou fins al 12 de febrer de 1967 quan des del carrer d'Alboraia s'amplià el recorregut fins a Benimaclet. Més tard, el febrer de 1974, l'Ajuntament de València presenta un nou itinerari pel carrer del general Elío, Jaume Roig cap a Emili Baró, deixant de passar pel carrer d'Alboraia, ja que una nova línia, la 69, faria el recorregut per aquell carrer. Se realitzà una ampliació més de la línia pel barri de Benimaclet el 23 de novembre de 1982, deixant la capçalera del carrer Leonor Jovani ampliant el recorregut per l'avinguda de Valladolid, Mistral i amb la capçalera al carrer de Francico Martínez.A finals de la dècada de 1980, s'amplià el recorregut fins a Alboraia. Degut a la transformació en sentit únic del carrer d'Emili Baró, el trajecte comença a ser fet pel carrer de Dolors Marqués, a l'itinerari en direcció a La Fontsanta. El 15 d'octubre de 2009, canvia el recorregut dins d'Alboraia per remodelació de direccions canviant el carrer de la Diputació pel del Botànic Cavanilles per a eixir al carrer de Benimaclet i tornar a l'avinguda de l'Orxata pel carrer del Mestre Serrano en lloc de per l'avinguda d'Ausiàs March. El 20 de gener de 2011 es produeixen canvis tant a la zona de La Fontsanta com a la zona de Benimaclet, ja que des d'Escultor Salzillo passa a prendre el itinerari pel carrer Colònia de Mèxic, Tres Forques i Tres Creus abandonant el camí pel carrer de la Casa de la Misericòrdia. Per la banda de Benimaclet, la línia comença a prendre en ambdós direccions l'avinguda de Valladolid i l'avinguda d'Alfauir. El 23 de novembre del mateix any, s'acurta el recorregut regulant a l'estació de Palmaret fent parades només a l'avinguda de l'Orxata.

## Recorregut
| Codi | Parada                                    | Correspondència amb:                        | Quilòmetre |
| ---- | ----------------------------------------- | ------------------------------------------- | ---------- |
| 2085 | Cicili Pla - Germans Machado              | L60                                         | n/a        |
| 1128 | Sant Doménec Savio - Alemany              | L60                                         | n/a        |
| 1129 | Sant Doménec Savio - Josep Esteve         | L60                                         | n/a        |
| 272  | Sant Doménec Savio - Mestre Marçal        | L60                                         | n/a        |
| 273  | Sant Doménec Savio - Constitució          | L60                                         | n/a        |
| 325  | Constitució - Dr. Peset Aleixandre        | L16, L26 i N10                              | n/a        |
| 326  | Constitució - Xest                        | L16, L26 i N10                              | n/a        |
| 327  | Constitució - Sarrión                     | L16, L26 i N10                              | n/a        |
| 328  | Constitució - Màlaga                      | L16, L26 i N10                              | n/a        |
| 329  | Constitució - Pla de la Saïdia            | L16, L26 i N10                              | n/a        |
| 352  | Guadalaviar - Pont dels Serrans           | L16, L26, L80, L94 i N10                    | n/a        |
| 2032 | Comte de Trénor - Pont de Fusta           | L11, L16, L26, L80, L94 i N10               | n/a        |
| 773  | Poeta Llorente - Temple                   | C1, L11, L16, L26, L28, L80, L94, L95 i N10 | n/a        |
| 2223 | Tetuan                                    | L28, L31, L32, L81, L94, L95, N2 i N10      | n/a        |
| 2227 | Carrer de la Pau                          | C1, L4 i L31                                | n/a        |
| 2316 | Marqués de Dosaigües - Pau                | L4 i L31                                    | n/a        |
| 2014 | Poeta Querol - Barques                    | L4 i L31                                    | n/a        |
| 2317 | Pascual i Genís - Roger de Lloria         | L14, L35, N1 i N9                           | n/a        |
| 823  | Fèlix Pizcueta - Ciril Amorós             | L14, L35, N1 i N9                           | n/a        |
| 728  | Pintor Salvador Abril - Mestre J. Serrano | L14, L5, L35 i N9                           | n/a        |
| 880  | Pintor Salvador Abril - Maties Perelló    | L14, L15, L35 i N9                          | n/a        |
| 599  | Peris i Valero - Bisbe Jaume Pérez        | L14, L15, L35, L89 i N9                     | n/a        |
| 2291 | Amado Granell Mesado - Lluís Oliag        | L35 i N9                                    | n/a        |
| 2292 | Amado Granell Mesado - La Plata           | L35 i N9                                    | n/a        |
| 339  | La Plata - Sapadors                       | L18                                         | n/a        |
| 1352 | La Plata - Alberola                       | L18                                         | n/a        |
| 1353 | La Plata - Ausiàs March                   | L18                                         | n/a        |
| 1821 | Ausiàs March - Bernat Descoll             |                                             | n/a        |
| 1822 | Ausiàs March - Na Rovella                 |                                             | n/a        |
| 2157 | Ausiàs March - Pianista Martínez Carrasco |                                             | n/a        |
| 1947 | Bulevard Sud - Juan Ramón Jiménez         | L8, L64 i L99                               | n/a        |
| 2158 | Bulevard Sud - Ing. Joaquín Benlloch      |                                             | n/a        |

## Horaris
| 6         | Torrefiel     | Torrefiel     | -             | -             |
| 6         | Primer servei | Darrer servei | Primer servei | Darrer servei |
| Feiners   | 05:30         | 22:20         | -             | -             |
| Dissabtes | 05:40         | 21:30         | -             | -             |
| Festius   | 06:35         | 20:50         | -             | -             |